# 左惟
左惟（1961年8月—），汉族, 江苏省南京市人， 教授，博士生导师， 曾任南京农业大学党委书记，现任东南大学党委书记。

## 履历
1983年7月，本科毕业于南京工学院（现东南大学）计算机系计算机科学与工程专业，留校工作后历任校团委组织部部长、团委副书记、团委书记、财务处处长等职。
1999年11月至2001年10月，任东南大学校长助理。2001年11月至2005年5月，任东南大学党委副书记兼副校长。2005年6月，任东南大学党委副书记。2009年在东南大学经济管理学院获管理学博士学位。2010年11月至2013年4月，任东南大学常务副书记。
2013年4月至2017年4月，任中共南京农业大学委员会委员、常委、书记。
2017年12月，任东南大学党委书记。